# Eduardo Maria Taussig

Bischofswappen von Eduardo Maria Taussig

Eduardo Maria Taussig (* 4. Juli 1954 in Buenos Aires) ist ein argentinischer Geistlicher und emeritierter römisch-katholischer Bischof von San Rafael.

## Leben
Eduardo Maria Taussig empfing am 3. Dezember 1982 die Priesterweihe für das Erzbistum Buenos Aires.
Papst Johannes Paul II. ernannte ihn am 21. Juli 2004 zum Bischof von San Rafael. Die Bischofsweihe spendete ihm der Erzbischof von Buenos Aires, Jorge Mario Kardinal Bergoglio SJ, am 25. September desselben Jahres in der Basilika von Luján; Mitkonsekratoren waren Estanislao Esteban Karlic, emeritierter Erzbischof von Paraná, Eduardo Vicente Mirás, Erzbischof von Rosario, Juan Alberto Puiggari, Bischof von Mar del Plata, und Héctor Rubén Aguer, Erzbischof von La Plata. Die Amtseinführung im Bistum San Rafael fand am 11. Oktober desselben Jahres statt.
In seinem Bistum löste Taussig Proteste aus, unter anderem durch die Auflösung des Priesterseminars, wobei es im Herbst 2020 auch zu tätlichen Angriffen auf den Bischof kam.
Am 5. Februar 2022 nahm Papst Franziskus seinen vorzeitigen Rücktritt an.